# あなたにオンタイム
『あなたにオンタイム』は、TBS（JNN）系列で1993年10月4日から1996年5月31日まで放送された早朝のニュース番組。

## 概要
『ニュースコール おはよう藤田です』と『JNNニュースコール』（第2期）の2部構成であった早朝番組を統合し、若手女性アナウンサーをメインキャスターに抜擢したフレッシュなイメージの番組としてスタートした。平日6時30分以降（週末は開始時刻から）は、引き続きJNN NEWS枠とされたため、『JNNニュース あなたにオンタイム』として放送した。週末は『JNNおはようニュース&スポーツ』『JNNニュースコール』と同じ番組構成で放送していた。
オープニングテーマ曲は小野ひとみの書き下ろしによるものだった。なお、5時45分の任意ネット枠と6時30分の全国ネット枠では、曲の冒頭部分が異なっていた。
1994年10月、『ザ・フレッシュ!』開始にともない平日版が6時50分までに短縮、1995年4月1日に5時30分から6時30分までは『オンタイム』、全国ネットパートおよび週末版は『JNNニュース オンタイム』と改称された。なお、テーマ曲に変更はなかった。
また、TBS現社屋移動後（TBS放送センター、通称・ビッグハット。1994年10月3日 - ）の最初の全国ネット番組となり、移転初日には当時の全曜日のキャスターが一同に会した。ちなみに、関東向けには当番組開始前の5時25分から5分間、現社屋への移転を記念する特番が放送され、ステブレレスで開始された（番組を送出していた副調整室はどちらも同じNサブ）。
1996年5月31日（金曜日）の放送をもって終了。翌6月1日より週末はおよそ12年ぶりに『JNNニュース』のタイトルに戻り、以降2024年現在まで続いている（特に日曜日については時間帯の変更も無し）。また、6月3日からは本番組と『ザ・フレッシュ!』を一本化した新番組『おはようクジラ』が開始した。

## 放送時間
全て日本時間（JST）で表記する。
| 期間      | 期間      | 平日                | 土曜                | 日曜                |
| --------- | --------- | ------------------- | ------------------- | ------------------- |
| 1993.10.4 | 1994.5.5  | 5:45 - 7:00（75分） | 6:30 - 7:00（30分） | 6:30 - 7:00（30分） |
| 1994.5.8  | 1994.10.2 | 5:30 - 7:00（90分） | 6:30 - 7:00（30分） | 6:30 - 7:00（30分） |
| 1994.10.3 | 1996.5.31 | 5:30 - 6:50（80分） | 6:30 - 6:45（15分） | 6:45 - 7:00（15分） |

## 出演者

### 歴代キャスター
| 期間                             | 期間      | 平日版     | 平日版   | 平日版     | 平日版     | 平日版    | 平日版     | 平日版      | 平日版     | 週末版   | 週末版   |
| 期間                             | 期間      | メイン     | メイン   | メイン     | ニュース   | ニュース  | ニュース   | お天気      | お天気     | 週末版   | 週末版   |
| 期間                             | 期間      | 月曜・火曜 | 水曜     | 木曜・金曜 | 月曜・火曜 | 水曜      | 木曜・金曜 | 月曜 - 水曜 | 木曜・金曜 | 男性     | 女性     |
| -------------------------------- | --------- | ---------- | -------- | ---------- | ---------- | --------- | ---------- | ----------- | ---------- | -------- | -------- |
| 1993.10.4                        | 1994.4.29 | 有村美香   | 有村美香 | 秋沢淳子   | 近藤美矩1  | 近藤美矩1 | 近藤美矩1  | 藤森涼子    | 坂本知子   | 鈴木順   | 雨宮塔子 |
| 1994.5.2                         | 1994.9.30 | 有村美香   | 有村美香 | 秋沢淳子   | 近藤美矩1  | 近藤美矩1 | 佐古忠彦1  | 藤森涼子    | 坂本知子   | 斎藤哲也 | 雨宮塔子 |
| 1994.10.3                        | 1995.3.31 | 有村美香   | 秋沢淳子 | 秋沢淳子   | 佐古忠彦   | 佐古忠彦  | 岡田泰典   | 藤森涼子    | 坂本知子   | 近藤美矩 | 進藤晶子 |
| 1995.4.3                         | 1995.9.29 | 秋沢淳子   | 秋沢淳子 | 秋沢淳子   | 佐古忠彦   | 佐古忠彦  | 岡田泰典   | 藤森涼子    | 角田美保   | 近藤美矩 | （不在） |
| 1995.10.2                        | 1996.3.29 | 秋沢淳子   | 秋沢淳子 | 福島弓子   | 斎藤哲也   | 岡田泰典  | 岡田泰典   | 藤森涼子    | 角田美保   | 近藤美矩 | （不在） |
| 1996.4.1                         | 1996.5.31 | 秋沢淳子   | 秋沢淳子 | 秋沢淳子   | 斎藤哲也   | 岡田泰典  | 岡田泰典   | 藤森涼子    | 角田美保   | 近藤美矩 | （不在） |
| - 1 『ビッグモーニング』と兼務。 |           |            |          |            |            |           |            |             |            |          |          |

- お天気担当以外は、当時の人物を含めて全員TBSアナウンサー。
- 週末は、30分番組時代の1994年9月まで3人体制（鈴木→斎藤がニュース、雨宮がニュース・天気、若手男性アナ、のちに斎藤も兼務でスポーツを担当）、15分番組時代の1994年10月から1995年3月までは2人体制（近藤がニュース、進藤が天気・スポーツを担当）、1995年4月からは1人体制（近藤のみ）。

### スポーツコーナー
他にレギュラー番組を持たない男性アナウンサーが持ち回りで担当。平日は、ラジオを中心に活躍するアナウンサーや、既に第一線から退いているベテランアナウンサーが担当する珍しい光景も見られた。3人体制時代の週末は、雨宮とともに「93トリオ」として売り出されていた初田啓介が担当することが多かった。

### 交通情報
- 警視庁交通管制センターにつなぎ主に関東地区の道路交通情報を流した。さらに災害があった場合、伊豆地方や宮城県などの地域の交通情報を伝えることもあった。
- 主なキャスター
  - 阿南京子
  - 碓氷浩子
  - 坂井志満（退職）
  - 山田久美子（退職）[注釈 5]
  - 斉藤裕子

## 放送サイクル
あなたにオンタイムには放送サイクルがあり、一定の時間内にニュース・天気予報・スポーツニュースを（時間によってローカルニュースや交通情報も）一通り放送する（ラジオでいうところのフォーマット式）。20分見れば朝の出勤・登校前に必要な最新情報を知ることができる仕組みになっていた。1995年からは5時50分 - 6時30分の間を1サイクルとして、特集（きょうの3'30"）やNYの証券会社からの中継（ニューヨークビジネス情報）、解説委員によるコラムなどを新設（一耳が万知、「いちじがばんぢ」と読む）。クラブDJの宇治田みのるが出演するトレンド情報なども放送されていた。
番組タイトルもこの放送サイクルから名づけられた。15分番組となった後の週末も「全国ニュース→（CM）→全国天気→（飛び降りポイント）→ローカル天気→ローカルニュース→スポーツ」という非常に無理のある放送サイクルで進行したため、スポーツニュースの終盤に提供クレジットがかぶってしまうこともしばしばあった。

## ネット局
※1994年10月以降
- 平日のネット形態について
  - ◎…フルネット
  - ◯…5時50分飛び乗り
  - △…6時30分飛び乗り

| 放送対象地域  | 放送局             | 平日のネット形態 | 備考              |
| ------------- | ------------------ | ---------------- | ----------------- |
| 関東広域圏    | 東京放送           | 制作局           | 現在：TBS         |
| 北海道        | 北海道放送         | ◯                |                   |
| 青森県        | 青森テレビ         | △                |                   |
| 岩手県        | IBC岩手放送        | ◯                |                   |
| 宮城県        | 東北放送           | ◯                |                   |
| 福島県        | テレビユー福島     | ◯                |                   |
| 山形県        | テレビユー山形     | △                |                   |
| 山梨県        | テレビ山梨         | ◯                |                   |
| 長野県        | 信越放送           | ◯                |                   |
| 新潟県        | 新潟放送           | ◯                |                   |
| 静岡県        | 静岡放送           | ◎                |                   |
| 中京広域圏    | 中部日本放送       | ◯                | 現在：CBC         |
| 富山県        | チューリップテレビ | ◯                |                   |
| 石川県        | 北陸放送           | ◯                |                   |
| 近畿広域圏    | 毎日放送           | ◎                |                   |
| 鳥取県 島根県 | 山陰放送           | △                |                   |
| 岡山県 香川県 | 山陽放送           | ◯                | 現在：RSK山陽放送 |
| 広島県        | 中国放送           | ◎                |                   |
| 愛媛県        | あいテレビ         | △                |                   |
| 高知県        | テレビ高知         | ◯                |                   |
| 福岡県        | RKB毎日放送        | ◎                |                   |
| 長崎県        | 長崎放送           | △                |                   |
| 大分県        | 大分放送           | ◯                |                   |
| 熊本県        | 熊本放送           | △                |                   |
| 宮崎県        | 宮崎放送           | ◎                |                   |
| 鹿児島県      | 南日本放送         | ◎                |                   |
| 沖縄県        | 琉球放送           | ◯                |                   |

### ネット局に関する備考
- JNN協定が発動するのは6時30分以降であったため、多くの地方局は5時50分[注釈 7]や6時30分に飛び乗っていた。あいテレビ（itv）のように時期によって時間が5時50分開始から6時30分開始に変更になった局もある。

## エンディングテーマ
- 谷村有美「SOMEBODY LOVES YOU」
- 佐藤美樹「ふりむけばいつでもあなたが…」
- 神子雅「プリズム・レイン」